# Polyglotbijbel van Constantinopel

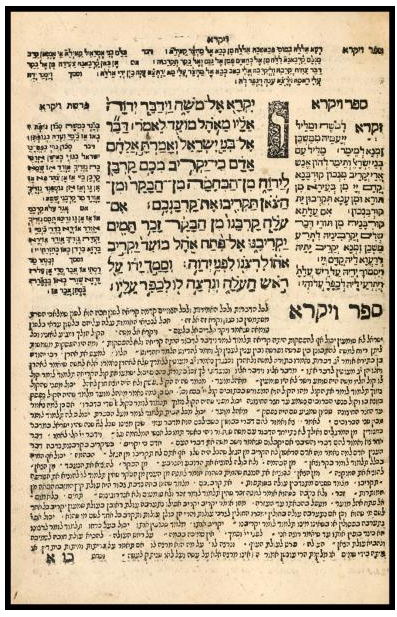
Blad van de Polyglotbijbel van Constantinopel. In het midden de Hebreeuwse tekst; de Aramese targoem van Onkelos links; Judeo-Perzisch rechts. Bovenaan Judeo-Arabisch en onderaan het commentaar van de rabbijn Rasji

De Polyglotbijbel van Constantinopel is een polyglotbijbel in twee edities. De eerste editie van 1546 bevatte de tekst van de Pentateuch in het Hebreeuws, de Aramese targoem van Onkelos, de Judeo-Arabische vertaling van Saadia Gaon en een Judeo-Perzische vertaling. De tweede editie die in 1547 werd gepubliceerd was gezet in een ander lettertype en bevatte daarnaast ook de tekst in het Judeo-Spaans en Judeo-Grieks. 
De edities werden in Constantinopel gedrukt door de daar gevestigde drukker Eliezar b. Gershon Soncino. Hij was afkomstig uit de befaamde joodse drukkersfamilie Soncino die vanaf de vijftiende eeuw vestigingen had in meerdere steden in Italië en in Thessaloniki. Er is weinig bekend over de totstandkoming van het project, de oplage, de belangstelling en het aantal werkelijk verkochte exemplaren. Het is wel waarschijnlijk dat deze polyglot een aanzienlijk bereik had in de joodse wereld. Er zijn tientallen bladen van aangetroffen in de genizah van Caïro. 
De tekst in het Judeo-Perzisch was van Jacob Ben Joseph Tavus. (zestiende eeuw). Deze tekst werd opgenomen in de Londense polyglotbijbel (1654-1657) waarbij het schriftsysteem door Thomas Hyde  werd getranscribeerd naar het Perzisch alfabet. Hyde zorgde ook voor een Latijnse vertaling.
De tekst in het Judeo-Arabisch was van Saadia Gaon (882-942). Het was de eerste keer dat deze tekst in druk verscheen. Het is ook de oudste bekende gedrukte tekst in die taal. Deze tekst werd opgenomen in de Parijse polyglotbijbel (1629-1645) waarbij het schriftsysteem door de maronitische priester Sionita werd getranscribeerd naar het Arabisch alfabet en voorzien van een vertaling in het Latijn. In deze vorm werd het tevens opgenomen in de Londense polyglotbijbel. 